# Addie L. Wyatt
Addie Loraine Wyatt, geboren als Addie Loraine Cameron (* 8. März 1924 in Brookhaven (Mississippi), USA; † 28. März 2012 in Chicago, USA), war eine US-amerikanische Gewerkschafterin, Frauenrechtlerin und Bürgerrechtlerin. Sie wurde als erste afroamerikanische Frau zur internationalen Vizepräsidentin der Gewerkschaft Amalgamated Meat Cutters Union gewählt und 1975 zusammen mit der Politikerin Barbara Jordan als erste Afroamerikanerin vom Time-Magazine zur Person des Jahres gekürt.

## Leben und Werk
Wyatt war die älteste Tochter von acht Kindern des Schneiders Ambrose Cameron und der Lehrerin Maggie Cameron. Ihre Familie zog 1930 wie viele andere Afroamerikaner während der Großen Migration Anfang des Jahrhunderts nach Chicago. Sie heiratete 1940 ihren Highschool-Freund Claude Wyatt Jr., mit dem sie zwei Kinder bekam.
Um ihre Familie zu ernähren, suchte Wyatt 1941 eine Anstellung als Schreibkraft in einer Fleischverpackungsfabrik von Armor & Company. Zu dieser Zeit war es jedoch afroamerikanischen Frauen untersagt, Büropositionen in der Firma zu bekleiden, und sie wurde zum Packen in die Konservenabteilung geschickt. 1942 trat sie in die Gewerkschaft United Packinghouse Workers of America (UPWA) ein, die Arbeitnehmer in der Fleischverpackungsindustrie vertrat.

## Bürgerrechtsarbeit

Logo der United Food and Commercial Workers

Wyatt wurde 1953 zur Vizepräsidentin der UPWA Local 56 gewählt und 1954 zur ersten Präsidentin der lokalen UPWA und vertrat Arbeiter in einer Region mit fünf Bundesstaaten. Neben anderen Errungenschaften konnten Wyatt und ihre Gewerkschaft lange vor dem Equal Pay Act of 1963 in vielen Gewerkschaftsverträgen Bestimmungen über gleichen Lohn für gleiche Arbeit durchsetzen.
Als ordinierte Geistliche der Church of God gründeten sie und ihr Mann 1956 in Chicago die Vernon Park Church of God und waren in der Politik und Gemeindeorganisation der Stadt aktiv. Von 1956 bis 1968 nahm sie zusammen mit Martin Luther King an großen Bürgerrechtsmärschen teil, darunter der Marsch auf Washington D. C., der Marsch von Selma nach Montgomery und die Demonstration in Chicago.
Eleanor Roosevelt berief Wyatt in den Arbeitsrechtsausschuss der 1961 von Präsident John F. Kennedy gegründeten Kommission der Vereinigten Staaten für die Rechtsstellung der Frau. Wyatts Arbeit trug dazu bei, den Grundstein für die Verabschiedung des Equal Pay Act of 1963 zu legen, der die Lohnunterschiede zwischen Männern und Frauen verringern sollte. Von Präsident Jimmy Carter wurde sie in die National Commission on the Observance of International Women’s Year berufen.
In den 1970er Jahren wurde sie die erste weibliche internationale Vizepräsidentin in der Geschichte der Amalgamated Meat Cutters and Butcher Workmen und war später als Direktorin der Abteilungen für Menschenrechte, Frauenangelegenheiten und Bürgerrechte tätig. Nach dem Zusammenschluss der Amalgamated Meat Cutters and Butcher Workmen of North America (AMC) und der Retail Clerks International Union (RCIU) wurde 1979 nach der Gründungsversammlung die neue Gewerkschaft United Food and Commercial Workers International Union (UFCW) gegründet und Wyatt wurde die erste afroamerikanische internationale Vizepräsidentin der UFCW.
1972 war sie Gründungsmitglied der Coalition of Black Trade Unionists und als Vorsitzende des National Women’s Committee der CBTU trug sie dazu bei, dass die AFL-CIO-nahen Gewerkschaften Führungspositionen für Frauen öffneten. 1974 gehörte sie zu den Gründerinnen der Coalition of Labour Union Women (CLUW), der einzigen nationalen Organisation für gewerkschaftlich organisierte Frauen des Landes, und war Gründungsmitglied der National Organization of Women (NOW).
Wyatt zog sich 1984 von ihrem Posten als Internationale Vizepräsidentin und Direktorin für Frauenangelegenheiten und Bürgerrechte der United Food and Commercial Workers zurück.
Sie starb am 28. März 2012 in Chicago.

## Auszeichnungen und Ehrungen

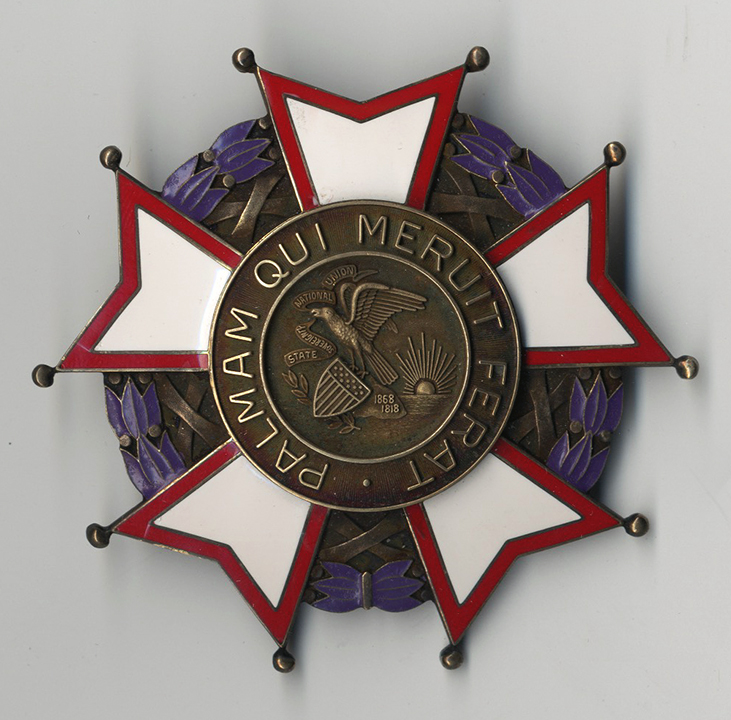
Der von der Lincoln Academy of Illinois verliehene Order of Lincoln ist die höchste Auszeichnung des Staates Illinois

- 1973: Image Award, League of Black Women
- 1975: Person of the Year in der Gruppe Die amerikanischen Frauen im Time-Magazine
- 1976: Ehrendoktortitel des Anderson College, Anderson, Indiana
- 1977: Frau des Jahres, Ladies Home Journal
- 1978: Ehrendoktortitel des Columbia College Chicago[2]
- von 1980 bis 1984: eine der 100 einflussreichsten Afroamerikaner im Ebony-Magazine
- 1983: Ehrenmitglied der Delta-Sigma-Theta-Schwesternschaft
- 1987: Addie L. Wyatt Award der Coalition of Black Trade Unionists
- 2003: vom Gouverneur von Illinois als Preisträgerin der The Lincoln Academy of Illinois mit dem Order of Lincoln ausgezeichnet[4]
- 2005: Aufnahme in den International Civil Rights Walk of Fame im Martin Luther King Jr. National Historic Site in Atlanta
- 2012: Aufnahme in die Ehrenhalle des Arbeitsministeriums[5]